# Carphoides lineata
Carphoides lineata är en fjärilsart som beskrevs av George Duryea Hulst 1898. Carphoides lineata ingår i släktet Carphoides och familjen mätare. Inga underarter finns listade i Catalogue of Life.